# 満鉄刀

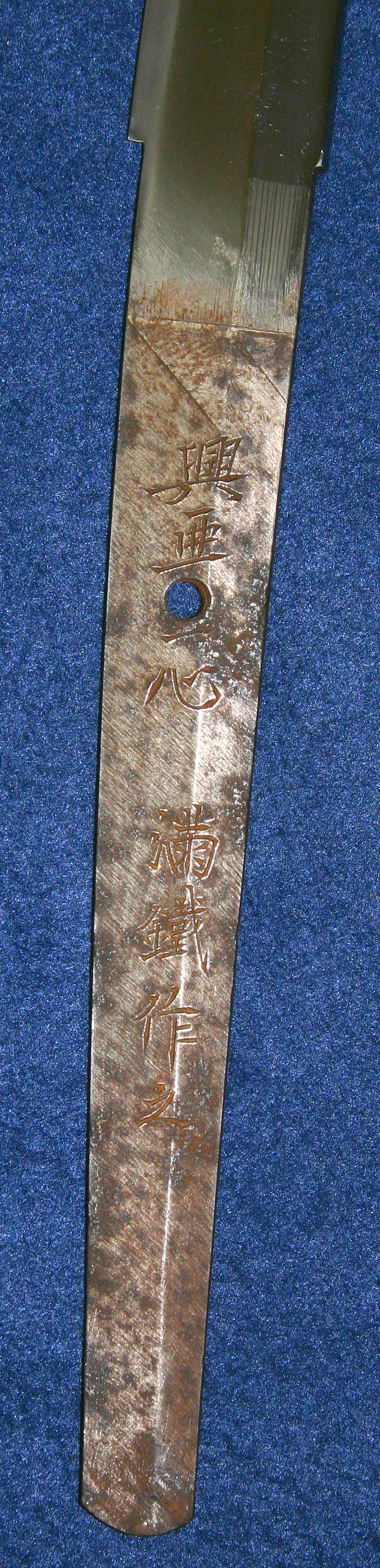
満鉄刀　中心　銘　興亜一心満鉄作之

満鉄刀（まんてつとう）とは、昭和10年代半ばから末にかけて南満洲鉄道株式会社（満鉄）によって製作された日本刀（工業刀）の通称。「興亜一心刀（こうあいっしんとう）」とも称される。

## 概要
1935年（昭和10年）頃、南満洲鉄道株式会社（満鉄）中央研究所の日下和治博士を筆頭とするチームが、満洲東辺道大栗子（だいりっし）で産する、不純物の少ない良質な鉄鉱石を低温精錬して得られたスポンジ鉄を製造し、
アーク炉内で再度溶解、成分調整して炭素量の多い鋼（特殊鋼）と炭素量の少ない純鉄(日下純鉄)の製造を開発した。満鉄刀は、これを用いてパイプ状に加工したのち、刀身の外側になる皮鉄に穴を開け中心となる芯鉄を入れて日本刀に整形したものであり、古来の日本刀製法とは全く異なる。「パイプ法」または「モロ包み」という工程は13に分けられ、流れ作業で製造され1日100振りが生産目標であった。
量産開始後の1939年（昭和14年）3月、松岡洋右満鉄総裁により「興亜一心」と命名され、1振り40円で販売された。1939年から1944年（昭和19年）まで約5万振りが製造された。日本刀製法では、刀工自ら槌で折り返し鍛錬を行うと心鉄と呼ばれる刀身中心の軟らかい鋼が均等にならないが、満鉄刀は心鉄を均等に真ん中にしている。寒冷地で使用しても折れず曲がらず切れ味も優れているとして評判だった。

## 関連文献
- 成瀬関次『実戦刀譚』実業之日本社、1941年1月。
- 本阿弥光遜『近代戦と日本刀』玄光社、1943年7月。
- 渡邊國雄『軍刀』有精堂出版部、1944年7月。
- 茶園義男・安宅健「満鉄刀に関する研究」『阿南工業高等専門学校研究紀要』第19巻、阿南工業高等専門学校、65-69頁、2004年2月。ISSN 0570006X。 NAID 40000097670。